# Cladonia perlomera
Cladonia perlomera Kristinsson (1970), è una specie di lichene appartenente al genere Cladonia,  dell'ordine Lecanorales.
Non è chiara l'etimologia del nome proprio di questa specie, che necessiterebbe anche di studi più approfonditi sull'habitat e la diffusione.

## Caratteristiche fisiche
Il sistema di riproduzione è principalmente asessuato, attraverso i soredi o strutture similari, quali ad esempio i blastidi. Il fotobionte è principalmente un'alga verde delle Trentepohlia, di preferenza una Trebouxia.

## Habitat
Questa specie si adatta soprattutto a climi di tipo temperato fresco. Rinvenuta su legni in via di putrefazione. Predilige un pH del substrato da molto acido a valori intermedi fra molto acido e subneutro puro. Il bisogno di umidità spazia da igrofitico a mesofitico.

## Località di ritrovamento
In Italia questa specie di Cladonia è estremamente rara: 
- Trentino-Alto Adige, non è stata rinvenuta
- Val d'Aosta, non è stata rinvenuta
- Piemonte, non è stata rinvenuta
- Lombardia, molto rara nelle zone alpine e prealpine, assente altrove
- Veneto, non è stata rinvenuta
- Friuli, non è stata rinvenuta
- Emilia-Romagna, molto rara lungo l'arco appenninico
- Liguria, non è stata rinvenuta
- Toscana, non è stata rinvenuta
- Umbria, non è stata rinvenuta
- Marche, non è stata rinvenuta
- Lazio, molto rara in tutta la regione
- Abruzzi, non è stata rinvenuta
- Molise, non è stata rinvenuta
- Campania, non è stata rinvenuta
- Puglia, non è stata rinvenuta
- Basilicata, non è stata rinvenuta
- Calabria, non è stata rinvenuta
- Sicilia, molto rara in tutta la regione, ad eccezione delle zone litoranee, dove non è stata rinvenuta
- Sardegna, non è stata rinvenuta.[3]

## Tassonomia
Questa specie e di incerta attribuzione per quanto concerne la sezione di appartenenza; a tutto il 2008 non sono state identificate forme, sottospecie e varietà: